# Ansegiso
Ansegiso (612 – 685) fu Maggiordomo di palazzo di Austrasia e consigliere di Sigeberto III d'Austrasia. Da lui discese la dinastia carolingia. Ebbe anche l'incarico di domesticus sotto lo stesso sovrano.

## Origine
Ansegiso fu il figlio secondogenito del vescovo di Metz Arnolfo e di Doda, figlia del vescovo di Metz, Arnoaldo. Ansegiso fu il fratello minore di Clodolfo, vescovo di Metz e, secondo gli Annales Xantenses, lo zio paterno di san Vandregisilo.

## Biografia
Ansegiso, che secondo il Liber de episcopis Mettensibus sembra che debba il suo nome ad Anchise, il padre di Enea, colui che, da Troia, raggiunse l'Italia, in quanto i Franchi credevano di discendere dai Troiani, sull'esempio del padre era dedito ad opere di bene. 
Ansegiso, dopo il 639, sposò Begga, figlia di Pipino di Landen (figlio di Carlomanno, maggiordomo di palazzo in Neustria per il re Clotario II), e di sua moglie Itta.
Dal loro matrimonio nacque Pipino di Héristal, che fu il fautore della riunificazione dei regni franchi ed il fondatore della dinastia dei Carolingi. La sua discendenza è citata negli Annales Marbacenses, dove è scritto che Ansegiso sposò Begga che gli generò Pipino, maggiordomo dei regni Franchi, che generò Carlo (Maggiordomo dei regni Franchi), che generò Carlomanno e Pipino (maggiordomi dei regni franchi) e Pipino, che poi fu re, generò i re dei Franchi Carlomanno e Carlo, che poi fu imperatore e fu detto Magno.
Anche gli Annales Mettenses priores riportano che Ansegiso e Begga furono i genitori di Pipino.
Il re dei Franchi, Dagoberto I, qualche anno prima di morire, come già era successo a suo padre, Clotario II, fu costretto a dare all'Austrasia un proprio re, nominando il suo primogenito, Sigeberto, che era un fanciullo e Ansegiso fu nominato maggiordomo del palazzo d'Austrasia, governando il regno insieme a san Cuniberto, vescovo di Colonia e anche quando la carica di maggiordomo passò al cognato, Grimoaldo, Ansegiso fu consigliere di Sigeberto III.
Dopo il fallito tentativo di colpo di Stato di Grimoaldo, anche Ansegiso fu costretto a ritirarsi a vita privata.
Secondo gli Annales Xantenses, Ansegiso morì, nel 685.

## Discendenza
Ansegiso da Begga ebbe due figli:
- Pipino (645-714), maggiordomo di palazzo dei regni franchi, che fu il capostipite dei carolingi[3], che, come aveva predetto il nonno, generò una discendenza forte che avrebbe governato i Franchi[7]
- Clotilde o Rotilde, detta Doda (?- dopo il 692), che, secondo lo storico francese Christian Settipani, esperto di genealogie[8], fu regina consorte di tutti i Franchi, in quanto moglie di Teodorico III.

## Ascendenza
|                  |                     |                   | Genitori    |  |  | Nonni |  |  | Bisnonni |  |  | Trisnonni |  |
|                  |                     |                   |             |  |  |       |  |  | …        |  |  | …         |  |
|                  |                     |                   |             |  |  |       |  |  | …        |  |  | …         |  |
|                  |                     | …                 |             |  |  |       |  |  | …        |  |  |           |  |
| …                |                     |                   |             |  |  |       |  |  | …        |  |  |           |  |
|                  |                     | …                 | …           |  |  |       |  |  |          |  |  |           |  |
|                  |                     | …                 | …           |  |  |       |  |  |          |  |  |           |  |
|                  |                     | …                 | …           |  |  |       |  |  |          |  |  |           |  |
| Arnolfo di Metz  |                     | …                 |             |  |  |       |  |  |          |  |  |           |  |
|                  |                     | …                 | …           |  |  |       |  |  |          |  |  |           |  |
|                  |                     | …                 | …           |  |  |       |  |  |          |  |  |           |  |
|                  |                     | …                 | …           |  |  |       |  |  |          |  |  |           |  |
| …                |                     | …                 |             |  |  |       |  |  |          |  |  |           |  |
|                  |                     | …                 | …           |  |  |       |  |  |          |  |  |           |  |
|                  |                     | …                 | …           |  |  |       |  |  |          |  |  |           |  |
|                  |                     | …                 | …           |  |  |       |  |  |          |  |  |           |  |
| Ansegiso         |                     | …                 |             |  |  |       |  |  |          |  |  |           |  |
|                  | Ansberto (senatore) | Ferreolo di Rodez |             |  |  |       |  |  |          |  |  |           |  |
|                  | Ansberto (senatore) | Ferreolo di Rodez |             |  |  |       |  |  |          |  |  |           |  |
|                  | Ansberto (senatore) | Dode              |             |  |  |       |  |  |          |  |  |           |  |
| Arnoaldo di Metz | Ansberto (senatore) |                   |             |  |  |       |  |  |          |  |  |           |  |
|                  |                     | Blithilde         | Cariberto I |  |  |       |  |  |          |  |  |           |  |
|                  |                     | Blithilde         | Cariberto I |  |  |       |  |  |          |  |  |           |  |
|                  |                     | Blithilde         | …           |  |  |       |  |  |          |  |  |           |  |
| Doda di Metz     |                     | Blithilde         |             |  |  |       |  |  |          |  |  |           |  |
|                  |                     | …                 | …           |  |  |       |  |  |          |  |  |           |  |
|                  |                     | …                 | …           |  |  |       |  |  |          |  |  |           |  |
|                  |                     | …                 | …           |  |  |       |  |  |          |  |  |           |  |
| …                |                     | …                 |             |  |  |       |  |  |          |  |  |           |  |
|                  |                     | …                 | …           |  |  |       |  |  |          |  |  |           |  |
|                  |                     | …                 | …           |  |  |       |  |  |          |  |  |           |  |
|                  |                     | …                 | …           |  |  |       |  |  |          |  |  |           |  |
|                  |                     | …                 |             |  |  |       |  |  |          |  |  |           |  |

### Fonti primarie
- (LA)  Annales Xantenses.
- (LA)  Annales Marbacenses.
- (LA)  Annales Mettenses Priores.
- (LA)  Monumenta Germaniae historica: Liber de Episcopi Mittensibus.
- (LA)  Monumenta Germaniae historica: Regum Francorum genealogiae.

### Letteratura storiografica
- Christian Pfister, La Gallia sotto i Franchi merovingi. Vicende storiche, in Storia del mondo medievale - Vol. I, Cambridge, Cambridge University Press, 1978,  pp. 688-711.